# Burg Berge (Hünxe)

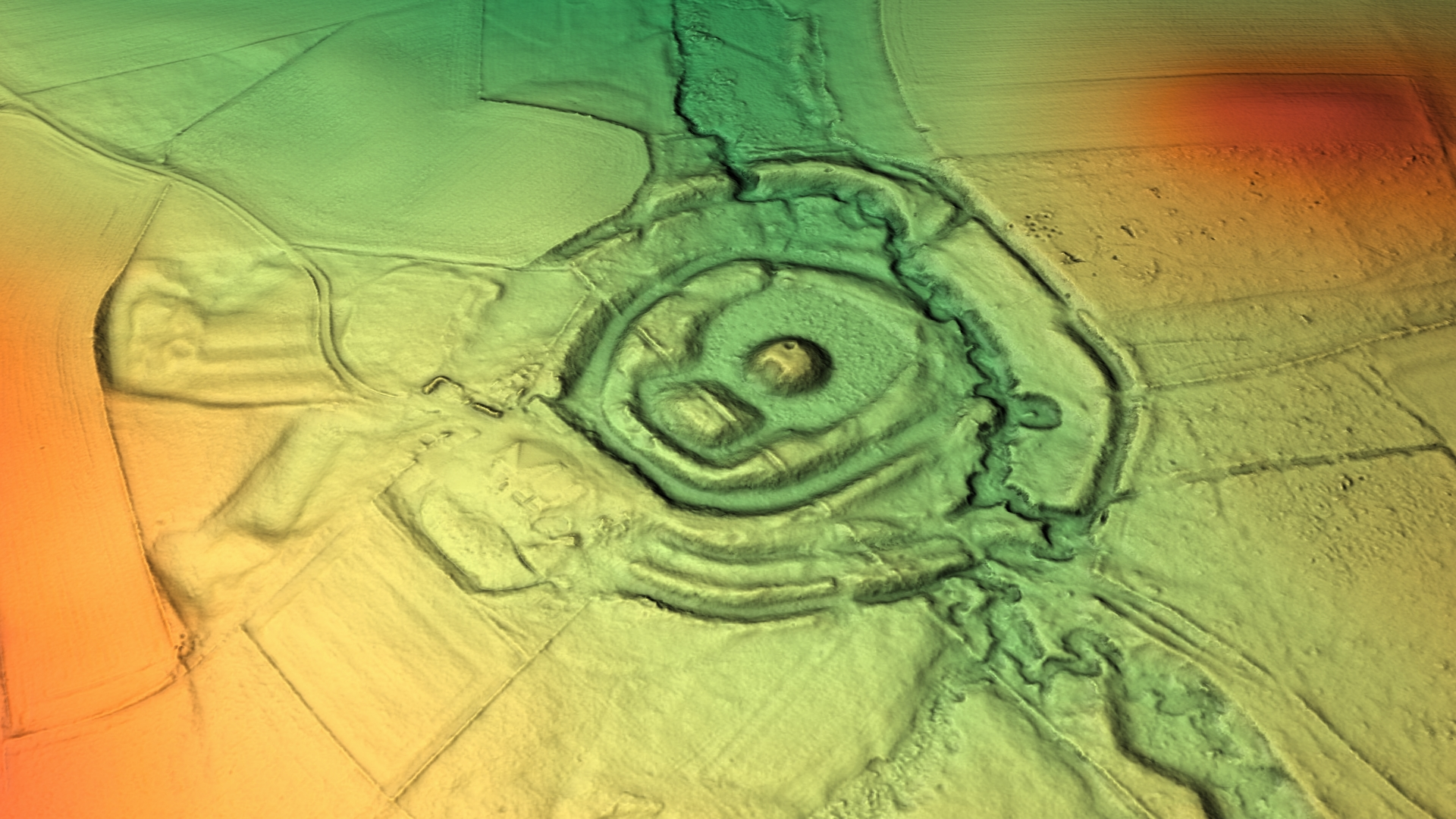
3D-Ansicht des digitalen Geländemodells

Die Burg Berge ist eine abgegangene Turmhügelburg (Motte) nahe dem Wesel-Datteln-Kanal südwestlich des Fockenberges und nördlich des Hofes Berger Schulte auf einer Lippeterrasse in Hünxe im Kreis Wesel in Nordrhein-Westfalen.
Als Besitzer der Burg wird im 13. bis 14. Jahrhundert die Familie vom Berge genannt.
Die Burgstelle, eine Doppelanlage mit Haupt- und Vorburg zeigt heute noch den etwa 7 Meter hohen Turmhügel der Hauptburg mit einem Durchmesser von etwa 40 Meter umgeben von einem teils mit Erde des Burghügels verfüllten aber nicht ausgetrockneten Wassergraben. Der Burghügel der Vorburg zeigt noch eine Höhe von etwa 3 Meter auf einer Burgfläche von etwa 30 mal 45 Meter.